# 拉斐爾·米切爾·羅賓遜
拉斐爾·米切爾·羅賓遜（英語：Raphael Mitchel Robinson，1911年11月2日—1995年1月27日），美國數學家。
出生在加利福尼亞州納雄耐爾城，羅賓遜是律師和教師的四個孩子中最小的一個。
他獲得加利福尼亞大學伯克利分校的數學學位：文學學士（1932），文學碩士（1933）和博士學位。（1935年）。

## 發現梅森質數
從指數263開始到2304結束一直發現以來，他發現5個梅森質數，分別是M521、M607、M1279、M2203、M2281。